# Poolse presidentsverkiezingen 2005
De Poolse presidentsverkiezingen van 2005 vond plaats op 9 oktober en 23 oktober van dat jaar, zeer kort na de parlementsverkiezingen van datzelfde jaar. Dat is geen regel in de Poolse politiek, maar eerder een toevallige samenloop van omstandigheden. De mandaatperiode van de president bedraagt namelijk vijf jaar, terwijl die van het parlement slechts vier jaar bedraagt. Daarnaast bestaat altijd de mogelijkheid van vervroegde parlementsverkiezingen.

## Aanloop

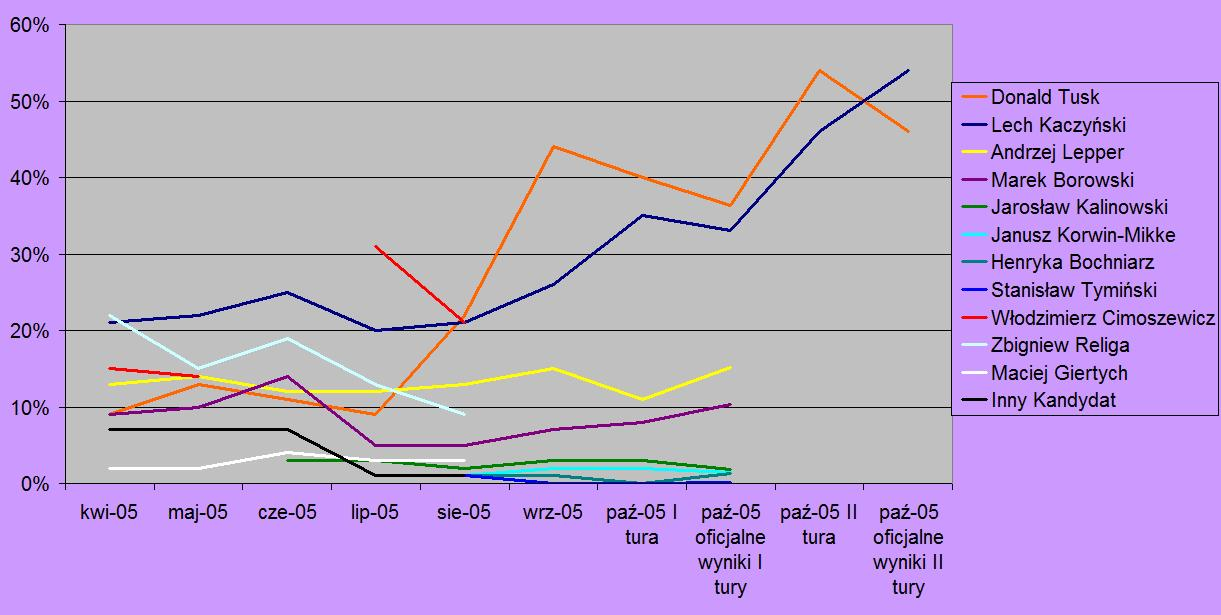
Overzicht van de peilingen door het instituut CBOS, april tot oktober 2005. Hierop is te zien dat Religa in april nog de gedoodverfde winnaar, maar wordt voorbijgestreefd door Kaczyński. In juli was Cimoszewicz favoriet. Diens terugval kwam vervolgens vooral ten goede aan Tusk en in mindere mate aan Borowski.

De tweede ambtstermijn van de zittende president Aleksander Kwaśniewski zou aflopen op 23 december 2005. Aangezien in Polen de president slechts twee termijnen mag vervullen, kon hij zich geen derde keer kandidaat stellen. Kwaśniewski zelf genoot nog steeds een grote populariteit, maar zijn partij, de Alliantie van Democratisch Links (SLD), was na drie achtereenvolgende regeringen door corruptieschandalen in diskrediet geraakt. De meest kansrijke kandidaat van links leek aanvankelijk oud-minister van Financiën en voormalig parlementsvoorzitter Marek Borowski te zijn, die in 2004 de SLD had verlaten en een nieuwe partij had opgericht, de SDPL. De steun voor Borowski kalfde echter af toen parlementsvoorzitter, oud-premier en oud-minister van Justitie Włodzimierz Cimoszewicz zich kandidaat stelde. De als zeer integer bekendstaande Cimoszewicz gold als de laatste hoop voor links en was enige tijd de grote favoriet in de peilingen.
Een andere kandidaat die aanvankelijk zeer hoge ogen gooide in de peilingen, was de gevierde cardioloog en chirurg Zbigniew Religa, maar ook zijn kansen slonken aanzienlijk nadat Cimoszewicz zich kandidaat had gesteld. Daarmee leek de strijd vooral te zullen gaan tussen Cimoszewicz en twee rechtse kandidaten, Donald Tusk van het liberale Burgerplatform (PO) en Lech Kaczyński van de conservatief-nationalistische partij Recht en Rechtvaardigheid (PiS). Laatstgenoemde was op dat moment burgemeester van Warschau. Ook Andrzej Lepper van de populistische partij van boze boeren Zelfverdediging (Samoobrona) deed het met 10-15% onverwacht goed in de peilingen.

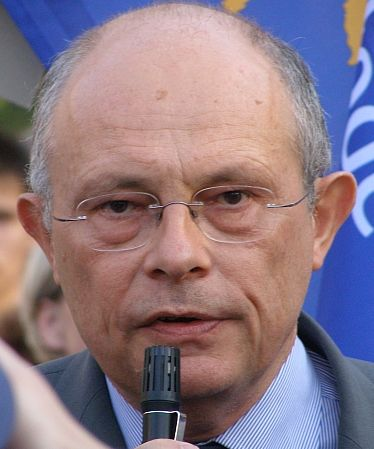
Marek Borowski SDPL
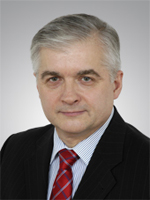
Włodzimierz Cimoszewicz SLD
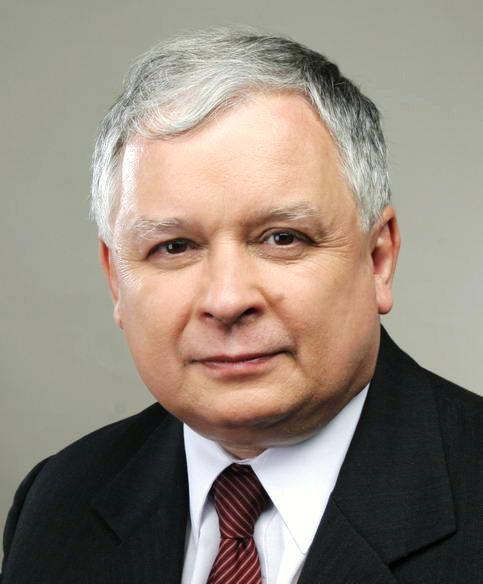
Lech Kaczyński PiS
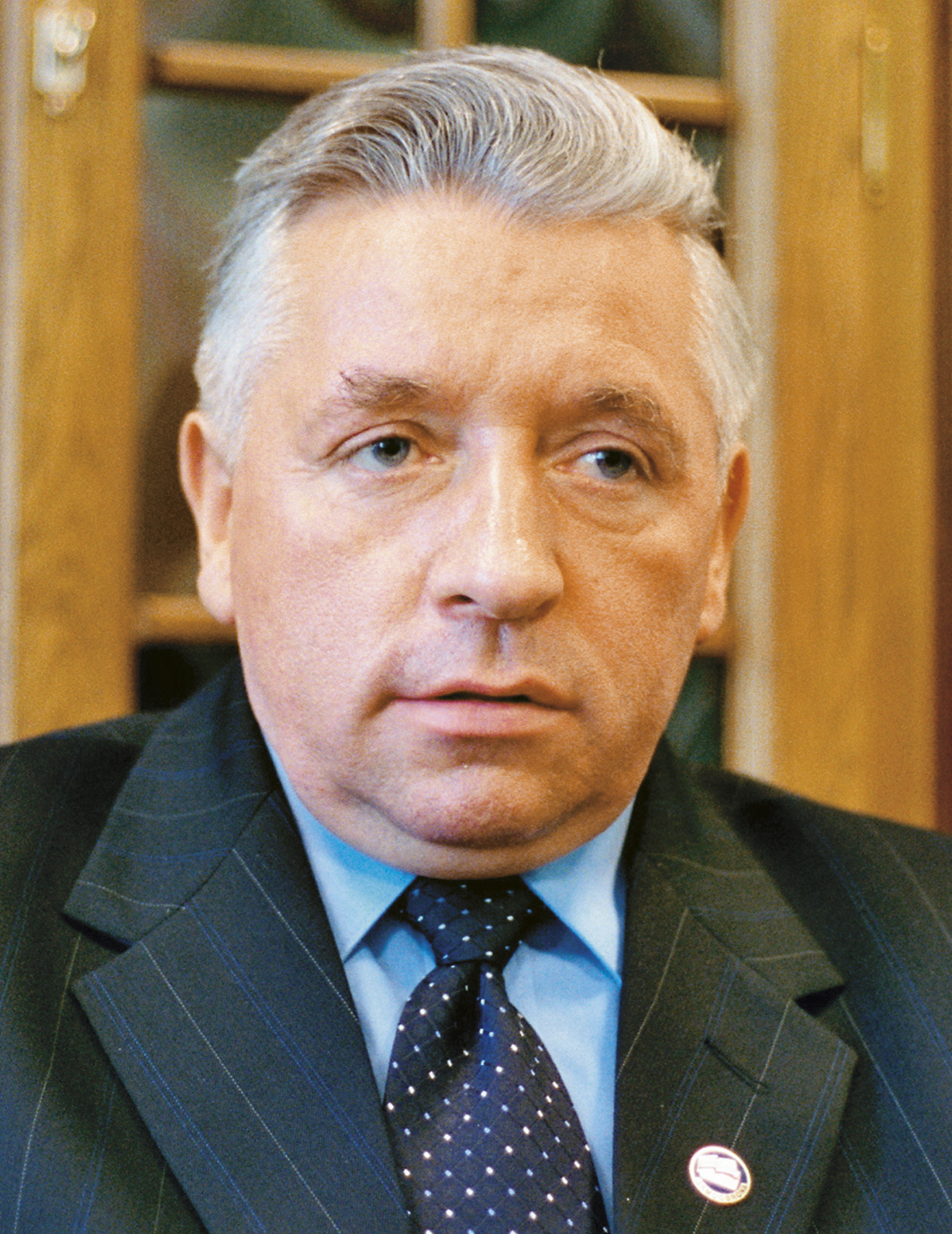
Andrzej Lepper Samoobrona
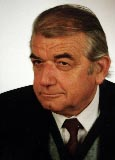
Zbigniew Religa Centrumpartij
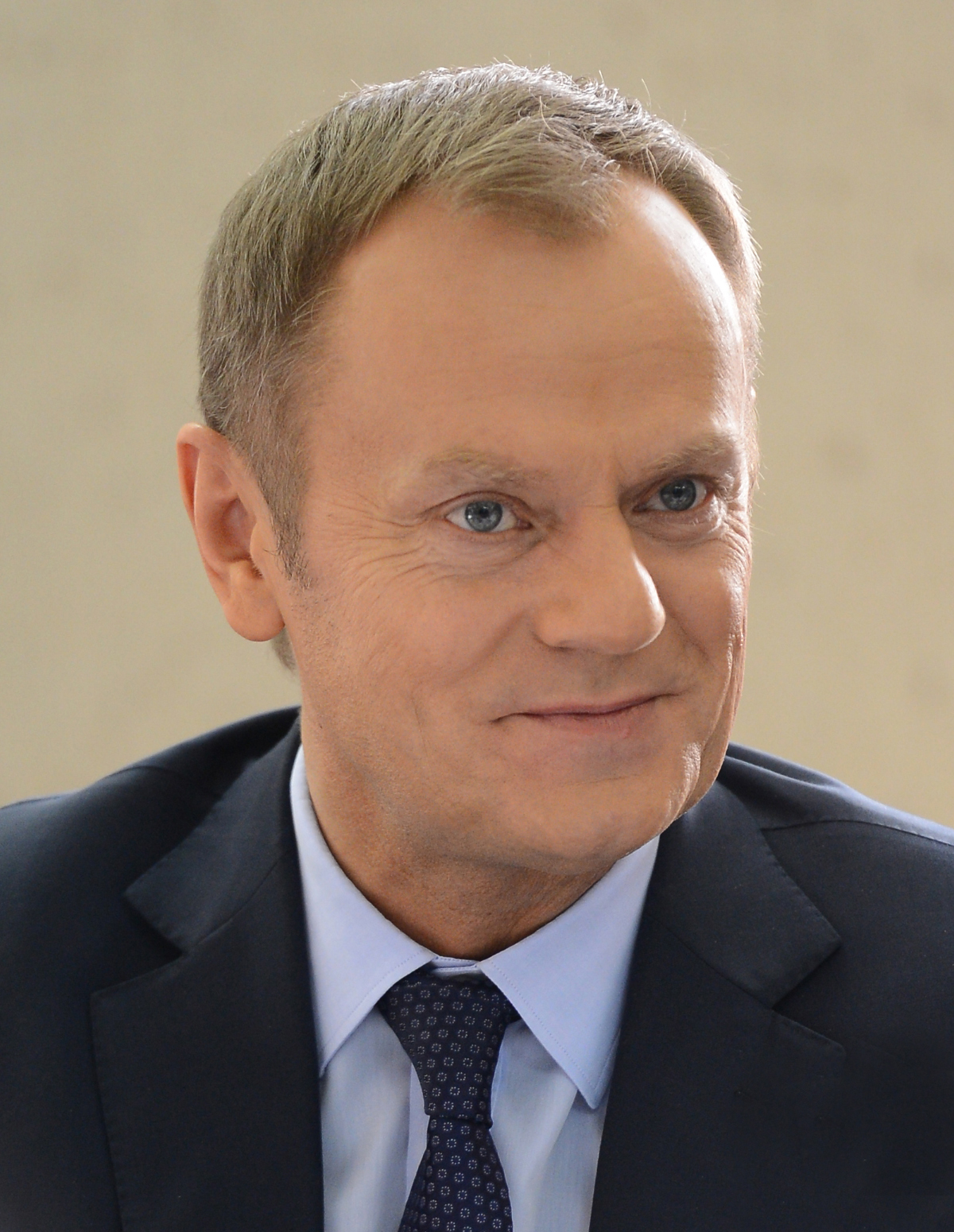
Donald Tusk PO

Voor Cimoszewicz keerde het tij toen hij eind juli in verband werd gebracht met een grootschalig corruptieschandaal rondom het olieconcern PKN Orlen. Hij zou onder meer zijn inkomensverklaring hebben vervalst. Als gevolg hiervan liep zijn steun in de peilingen dramatisch terug en op 14 september 2005 trok Cimoszewicz zich verbitterd terug uit de race om het presidentschap. Een maand later vertrok hij ook als parlementariër. Naderhand zou blijken dat alle beschuldigingen tegen Cimoszewicz gebaseerd waren geweest op documenten die door een voormalige medewerkster waren vervalst.

## Eerste ronde

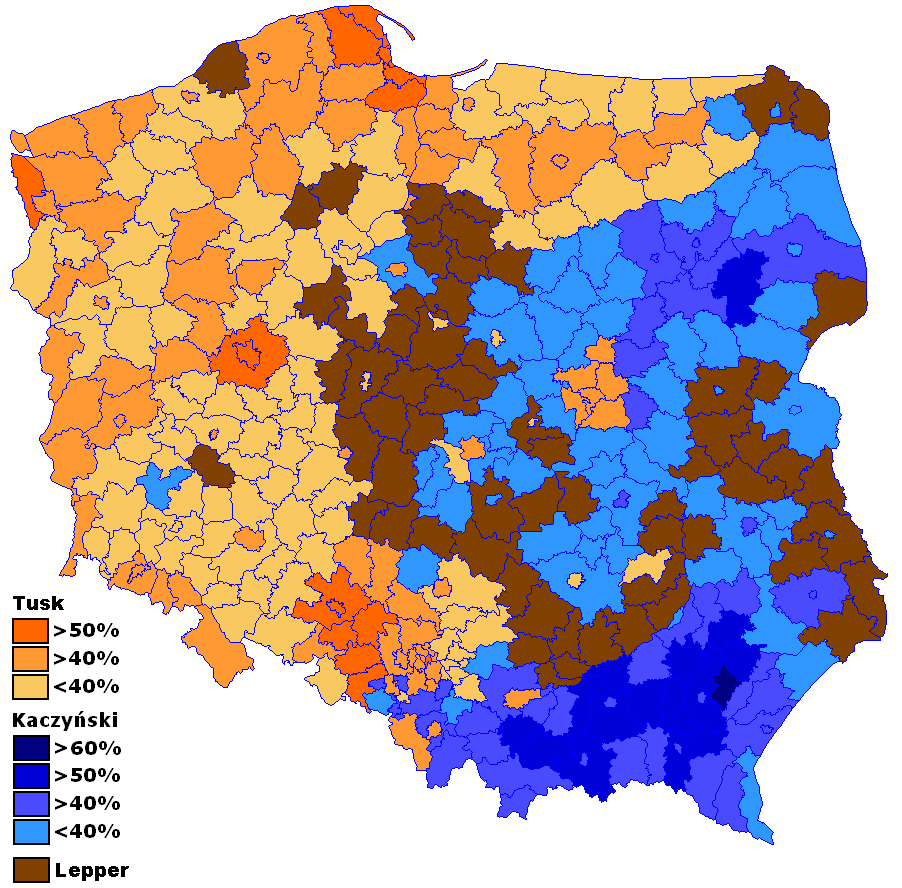
Overwinnaars in de eerste ronde, per district

De eerste ronde van de verkiezingen vond plaats op 9 oktober. Er deden twaalf kandidaten mee. Naast Cimoszewicz hadden ook Zbigniew Religa (Centrumpartij) en Maciej Giertych (Liga van Poolse Gezinnen, LPR) zich uit de race teruggetrokken. Een vierde kandidaat, Daniel Podrzycki van de Poolse Partij van de Arbeid - Augustus 80, was kort voor de verkiezingen bij een auto-ongeluk om het leven gekomen.
Uiteindelijk behaalde Donald Tusk met 36,33% van de stemmen een kleine voorsprong op Lech Kaczyński, die uitkwam op 33,10%. De twee andere kandidaten met een significant aantal stemmen in de eerste ronde waren Andrzej Lepper (15,11%) en Marek Borowski (10,33%).
Aangezien geen van hen de helft van de stemmen had ontvangen, was het duidelijk dat er na twee weken een tweede, beslissende ronde zou komen. De opkomst was beduidend hoger dan bij de parlementsverkiezingen, maar ook ditmaal iets lager dan 50%.
| Kandidaat                 | Partij | Stemmen    | %       |
| ------------------------- | --- | ---------- | ------- |
| Donald Tusk (48)          | Burgerplatform (PO)                                                                                                 | 5.429.666  | 36,33%  |
| Lech Kaczyński (56)       | Recht en Rechtvaardigheid (PiS); gesteund door RKN, ROP, ZChN                                                       | 4.947.927  | 33,10%  |
| Andrzej Lepper (51)       | Zelfverdediging van de Republiek Polen (Samoobrona, SRP)                                                            | 2.259.094  | 15,11%  |
| Marek Borowski (59)       | SDPL; gesteund door UP, Groenen 2004, SLD                                                                           | 1.544.642  | 10,33%  |
| Jarosław Kalinowski (43)  | Poolse Volkspartij (PSL)                                                                                            | 269.316    | 1,80%   |
| Janusz Korwin-Mikke (63)  | Unie voor Reële Politiek (UPR)                                                                                      | 214.116    | 1,43%   |
| Henryka Bochniarz (57)    | partijloos, kandidaat namens de Democratische Partij - demokraci.pl (PD)                                            | 188.598    | 1,26%   |
| Liwiusz Ilasz (43)        | partijloos | 31.691     | 0,21%   |
| Stanisław Tymiński (57)   | partijloos; gesteund door PUG                                                                                       | 23.545     | 0,16%   |
| Leszek Bubel (48)         | Poolse Nationale Partij (PPN), Nationale Partij (SN)                                                                | 18.828     | 0,13%   |
| Jan Pyszko (75)           | Organisatie van het Poolse Volk – Poolse Liga (ONP-LP)                                                              | 10.371     | 0,07%   |
| Adam Słomka (41)          | Poolse Confederatie - Waardigheid en Arbeid, Confederatie voor een Onafhankelijk Polen - Patriottisch Kamp (KPN-OP) | 8.895      | 0,06%   |
| Geldige stemmen, totaal   | Geldige stemmen, totaal                                                                                             | 14.946.689 | 100,00% |
| Ongeldige stemmen, totaal | Ongeldige stemmen, totaal                                                                                           | 99.661     |         |
| Opkomst                   | Opkomst | 15.046.350 | 49,74%  |

## Tweede ronde

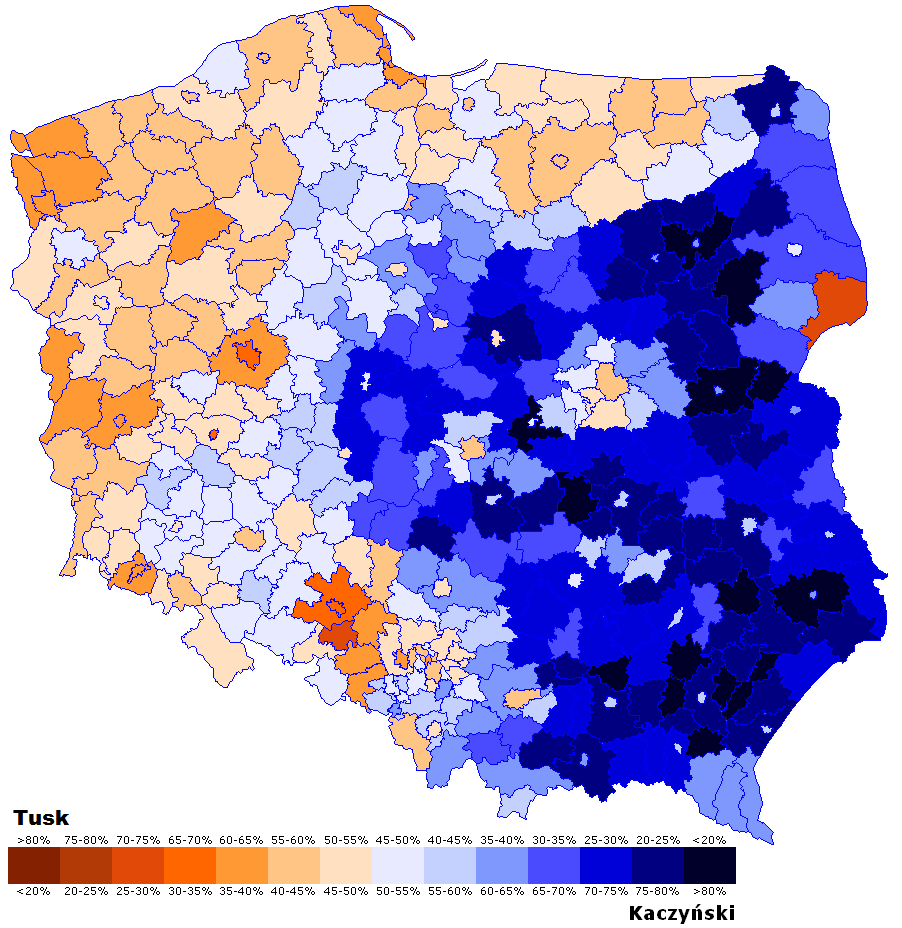
Resultaten van de tweede ronde, per district

De toon van de campagne bleef bijzonder scherp, ook al waren de coalitiebesprekingen tussen de PiS en het Burgerplatform in volle gang. Een medewerker van Lech Kaczyński verspreidde het bericht dat de grootvader van Donald Tusk in de Tweede Wereldoorlog in de Duitse Wehrmacht had gediend, daarmee suggererend dat Józef Tusk een landverrader was geweest. Van de kant van Burgerforum werd meteen de werkelijke stand van zaken uit de doeken gedaan: zoals tienduizenden andere burgers uit het door Duitsland geannexeerde deel van Polen, was Józef Tusk in september 1944 tegen zijn wil in de Wehrmacht ingelijfd en hij was bij de eerste gelegenheid - twee maanden later - gedeserteerd en naar de Geallieerden overgelopen. Lech Kaczyński was hierop genoodzaakt Tusk zijn excuses aan te bieden en zijn campagnemedewerker ontslaan.
Toch werd de tweede ronde, die plaatsvond op 23 oktober, gewonnen door Lech Kaczyński. Uiteindelijk kreeg hij 54,04% van de stemmen, tegen 45,96% voor Tusk. Dit was de eerste keer dat de kandidaat die in de eerste ronde de meeste stemmen had gekregen, desondanks in de tweede ronde het onderspit had moeten delven.
| Kandidaat                 | Stemmen    | %       |
| ------------------------- | ---------- | ------- |
| Lech Kaczyński            | 8.257.468  | 54,04%  |
| Donald Tusk               | 7.022.319  | 45,96%  |
| Geldige stemmen, totaal   | 15.279.787 | 100,00% |
| Ongeldige stemmen, totaal | 155.233    |         |
| Opkomst                   | 15.435.020 | 50.99%  |